# Oh Eun-seok
Oh Eun-Seok (hangul: 오은석, hanja: 吳恩錫), född den 2 april 1983 i Chunranamdo, Sydkorea, är en sydkoreansk fäktare som tog OS-guld i herrarnas lagtävling i sabel i samband med de olympiska fäktningstävlingarna 2012 i London.